# Узнадзе, Дмитрий Николаевич
Дмитрий Николаевич Узнадзе (20 декабря 1886 (1 января 1887), с. Кведа-Сакара, ныне Зестафонский район Грузии — 9 октября 1950, Тбилиси) — грузинский советский психолог и философ, разработавший общепсихологическую теорию установки.

## Биография
В 1904 году окончил Кутаисскую грузинскую дворянскую гимназию, а в 1909 году — философский факультет Лейпцигского университета. В том же году защитил докторскую степень в Университете Галле-Виттенберг (Германия). Эта работа была посвящена философскому мировоззрению В. Соловьева и стала первой диссертацией на эту тему. В 1913 году Узнадзе окончил историко-филологический факультет Императорского Харьковского университета по специальности историк.
26 мая 1918 года подписал Декларацию независимости Грузии.
Один из основателей и профессор Тбилисского государственного университета (1918), где создал кафедру психологии.
В 1941 году при основании Академии наук Грузинской ССР был избран её действительным членом. Директор Института психологии АН Грузии.
Похоронен в парке Тбилисского государственного университета.

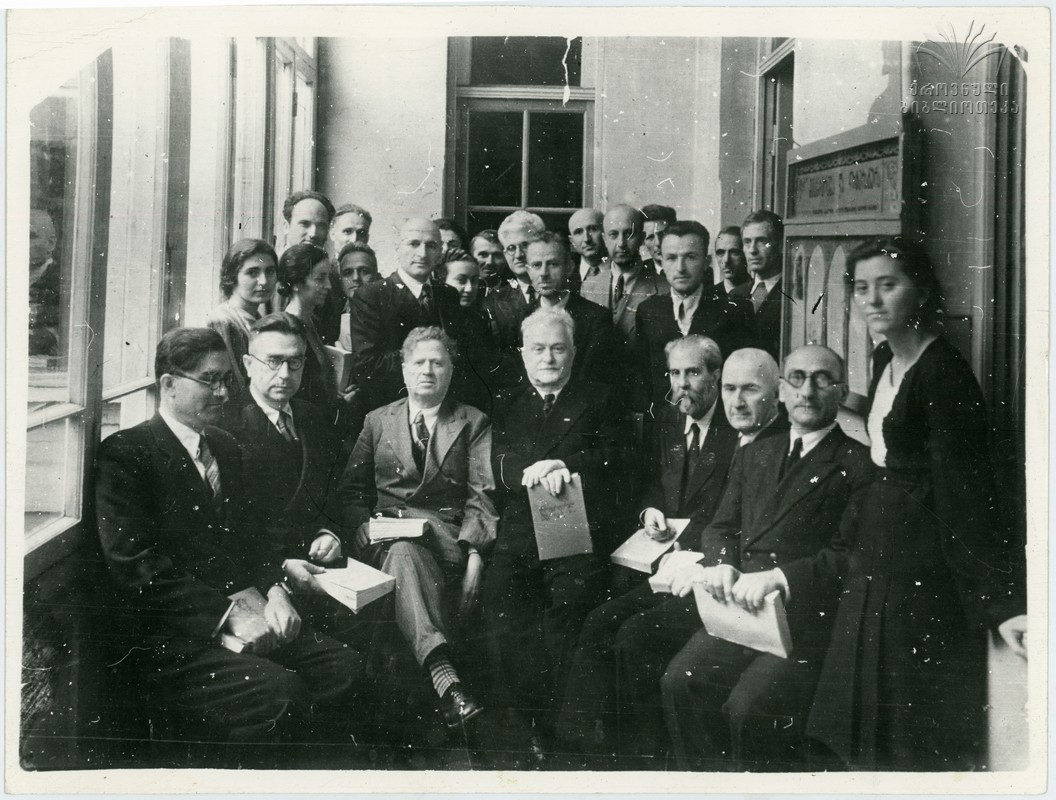
В здании Академии наук после конференции. 1945. Узнадзе — сидит второй справа

## Научная деятельность
Автор работ «Основные положения теории установки» (1961) и «Экспериментальные основы психологии установки» (1966), в которых вводится и обосновывается понятие установки как «границы» между субъективным и объективным. Возникая при столкновении потребности субъекта и объективной ситуации её удовлетворения, установка, по Узнадзе, представляет собой целостное, недифференцированное состояние субъекта, предшествующее деятельности. Установка Узнадзе является формой исследования бессознательного.

## Влияние
Узнадзе оказал влияние на советскую криминологию. Благодаря ему многие исследователи, изучавшие проблему личности преступника, стали обращаться к психологии.

## Сочинения
- Die metaphysische Weltanschauung W. Ssolowiows mit orientierendem Überblick seiner Erkenntnistheorie, Halle/Saale, 1909;
- Общая психология, 1940 (переиздана в 2004).
- Экспериментальные основы психологии установки, 1949
- Психологические исследования. — М., 1966.